# Вінсент Буено
Вінсент Буено (нім. Vincent Bueno; нар. 10 грудня 1985, Відень, Австрія) — австрійський та філіппінський співак. Представник Австрії на конкурсі пісні Євробачення-2021. Спочатку мав представляти Австрію на нині скасованому «Євробаченні-2020», з піснею «Alive» у другому півфіналі конкурсу 14 травня 2020 року.

## Біографія
Вінсент Буено народився 10 грудня 1985 року у Відні. Його батьки були вихідцями з Філіппін та належали до народу Ілоки. Його батько колишній вокаліст і провідний гітарист в групі.
У 11-річному віці Буено вмів грати на чотирьох музичних інструментах: піаніно, гітарі, барабанах та бас-гітарі. Він здобув освіту в галузі музики та виконавчих мистецтв у Віденській музичній школі. Також він пройшов спеціальні курси з акторської майстерності, танців і співу. Є композитором R&B музики.

### «Musical! Die Show»
Популярність до Вінсента Буено прийшла після перемоги на музичному шоу талантів "Musical! Die Show"на телеканалі ORF. У фіналі конкурсу він виступив з піснями «Grease Lightning» (з мюзиклу «Бріолін») і «The Music of the Night» (із «Привиду опери»). За результатами глядацького голосування Буено став переможцем конкурсу, набравши 67 % голосів. Отримав 50 тисяч євро і «шанс усього життя».

### Кар'єра на Філіппінах
На Філіппінах Буено вперше виступив на телепроєкті «ASAP XV» 29 серпня 2010 року, де він був вперше представлений як «австрійський співак Pinoy Champ». На ASAP провів кілька тижнів. Також він підписав контракт з лейблом «Star Records». 14 вересня 2010 року він відправився до Австрії для розв'язання деяких питань, але на початку 2011 року повернувся на Філіппіни, щоб продовжити музичну кар'єру.
28 жовтня 2011 Буено провів свій перший міні-концерт в Сан-Хуані, під назвою «Got Fridays with Vincent Bueno».

### Євробачення
12 грудня 2019 року телеканал ORF повідомив, що Вінсент Буено представлятиме Австрію на конкурсі пісні Євробачення-2020 в Роттердамі. На конкурсі він мав виконати пісню «Alive».

## Особисте життя
Крім рідної для себе німецької мови, володіє також англійською і тагальскою.

## Дискографія

### Студійні альбоми
| Step by Step                                                                      | - Реліз: 4 березня 2009 - Формат: Digital download - Лейбл: HitSquad Records | 55 |
| Wieder Leben                                                                      | - Реліз: 2016 - Формат: Digital download - Лейбл: Bueno Music                | —  |
| Invincible                                                                        | - Реліз: 2018 - Формат: Digital download - Лейбл: Bueno Music                | —  |
| «—» denotes a recording that did not chart or was not released in that territory. |                                                                              |    |

### Міні-альбоми
| Назва                             | Інформація                                                                |
| --------------------------------- | ------------------------------------------------------------------------- |
| The Austrian Idol — Vincent Bueno | - Реліз: 2011 - Формат: Digital download - Лейбл: ABS-CBN Film Production |

### Сингли
| Назва                                         | Рік  | Альбом                            |
| --------------------------------------------- | ---- | --------------------------------- |
| «Sex Appeal»                                  | 2008 | Step by Step                      |
| «Party Hard»                                  | 2011 | The Austrian Idol — Vincent Bueno |
| «Bida Best Sa Tag-Araw» (with Анхеліне Кінто) | 2016 | Non-album singles                 |
| «All We Need Is That Love»                    | 2016 | Non-album singles                 |
| «Sie Ist So»                                  | 2017 | Non-album singles                 |
| «Rainbow After the Storm»                     | 2018 | Non-album singles                 |
| «Get Out My Lane»                             | 2019 | Non-album singles                 |
| «Alive»                                       | 2020 | Non-album singles                 |